# Libra por libra
Libra por libra (en inglés pound-for-pound) es un término utilizado en deportes de combate como boxeo o artes marciales mixtas para describir el valor de un luchador en relación con luchadores de categorías de peso diferente. Como estos luchadores no compiten directamente, dilucidar el mejor luchador libra por libra es subjetivo, y las valoraciones varían. Pueden estar basadas en una gama de criterios que incluyen "calidad de oposición", factores como cuán entusiasmado el luchador es o cuán famoso es, o ser un intento de determinar quién ganaría si todos ellos fuesen del mismo tamaño. En boxeo, el término fue históricamente asociado con luchadores como Benny Leonard y Sugar Ray Robinson quienes fueron ampliamente considerados como los luchadores más capacitados de su día, para distinguirles de los generalmente más populares (y mejor pagados) campeones de los pesos pesados. Desde 1990, la revista The Ring ha mantenido una clasificación clasificación libra por libra de luchadores. Espn.com mantiene una lista para luchadores marciales mixtos. En diciembre de 2013, Ronda Rousey se convirtió en la primera mujer en aparecer en el top 10 de una publicación mixta de primera línea.